# Zeven korte verhalen
Zeven korte verhalen is een album uit de stripreeks Lucky Luke. Het verscheen in 1974 bij Dargaud. Zoals de titel aangeeft, bestaat het uit korte verhalen, dit in tegenstelling tot de meeste andere albums uit deze serie.

## Inhoud

### Kiespijn in de prairie
Een door de woestijn reizende man met pech vraagt Lucky Luke om zijn zoontje naar de tandarts te brengen. Het wangedrag van de jongen brengt Lucky Luke in diverse moeilijkheden.

### Westerse gastvrijheid
Wanneer hij onderdak zoekt na een lange dag, komt Lucky Luke terecht op een bijeenkomst tussen twee families. Er is net een verkiezing gaande wie van de twee aanwezige dochters de "ster van de avond" is en de gemoederen lopen hoog op.

### Maverick
Lucky Luke weet een ontsnapt kalf (de "maverick" uit de titel) te vangen, maar dat wordt vervolgens geclaimd door twee rivaliserende veefokkers.

### De legendarische held
Lucky Luke helpt een man die, om indruk te maken op zijn verloofde, een revolverheld zoals Wyatt Earp wil worden, maar buitengewoon onhandig is met wapens.

### De handelaar
Lucky Luke redt een alleenreizende handelaar van rovers en besluit hem daarna te begeleiden. Dan volgt een confrontatie met de Indianen.

### De gevaarlijke overtocht
Een echtpaar dat per zwaar beladen huifkar naar Californië wil, krijgt hulp van Lucky Luke bij het oversteken van een diepe rivier. De vrouw is nogal koppig.

### Sonate in Colt majeur
Robert Flaxhair, de pianist van de saloon in Nothing Gulch, krijgt de kans om Mozart te spelen in een grote concertzaal in Houston. Lucky Luke begeleidt hem, maar dan krijgt Flaxhair last van plankenvrees.